# Teuchopora biaviculata
Teuchopora biaviculata är en mossdjursart som beskrevs av Jean-Loup d'Hondt 1986. Teuchopora biaviculata ingår i släktet Teuchopora och familjen Teuchoporidae. Inga underarter finns listade i Catalogue of Life.